# Pohle
Pohle település Németországban, azon belül Alsó-Szászország tartományban. Lakosainak száma 891 fő (2023. december 31.). Pohle Auetal és Apelern községekkel határos.

## Népesség
A település népességének változása:
| Lakosok száma | 856  | 864  | 856  | 878  | 888  | 891  |
|               | 2016 | 2017 | 2019 | 2021 | 2022 | 2023 |